# Adolf I. (Waldeck und Schwalenberg)
Adolf I. von Waldeck und Schwalenberg († 3. Oktober 1270) war von 1218 bis 1224 Graf von Schwalenberg, von 1224 bis 1228 Graf von Schwalenberg und von Waldeck (jeweils gemeinsam mit seinem Bruder Volkwin IV.) und von der Erbteilung im Jahre 1228 bis zu seinem Tod im Jahre 1270 Graf von Waldeck.

## Gemeinsame Herrschaft mit Volkwin IV.
Adolf war der jüngere der beiden Söhne des Grafen Heinrich I. von Waldeck und Schwalenberg und dessen Frau Heseke von Dassel († 25. Juli 1220). In seiner Jugend war er wohl zunächst, um 1216, Propst des Augustinerinnenklosters Aroldessen, verließ jedoch den geistlichen Stand, als sein Onkel Hermann I. von Waldeck im Jahre 1224 starb und seinen Neffen die Grafschaft Waldeck vererbte, und wurde von seinem Bruder Volkwin an der Regentschaft der beiden Grafschaften beteiligt. 1226 verkauften die beiden ihren Besitz in Berich dem Kloster Berich und den in Hemmenroth dem Kloster Werbe; dabei nannten sich beide Grafen von Schwalenberg.
Beide befanden sich 1227 in heftiger Fehde mit dem Hochstift Paderborn, wurden deshalb mit dem Kirchenbann belegt und ihrer Paderborner Lehen verlustig erklärt. Insbesondere Adolf wurde beschuldigt, dem aus Korbach abreisenden Paderborner Wilbrand mit 100 Bewaffneten nachgestellt zu haben. Erst im April 1227 wurde der Streit nach langen Vorverhandlungen mit einer förmlichen Abbitte Adolfs bei Bischof Wilbrand in Paderborn beigelegt. Die Brüder unterwarfen sich und erhielten ihre Paderborner Lehen zurück. 1228 stifteten die beiden gemeinsam das Zisterzienser-Nonnenkloster Marienthal, das zum „Hauskloster“ und der Begräbnisstätte der Waldecker Grafen wurde.

## Graf von Waldeck

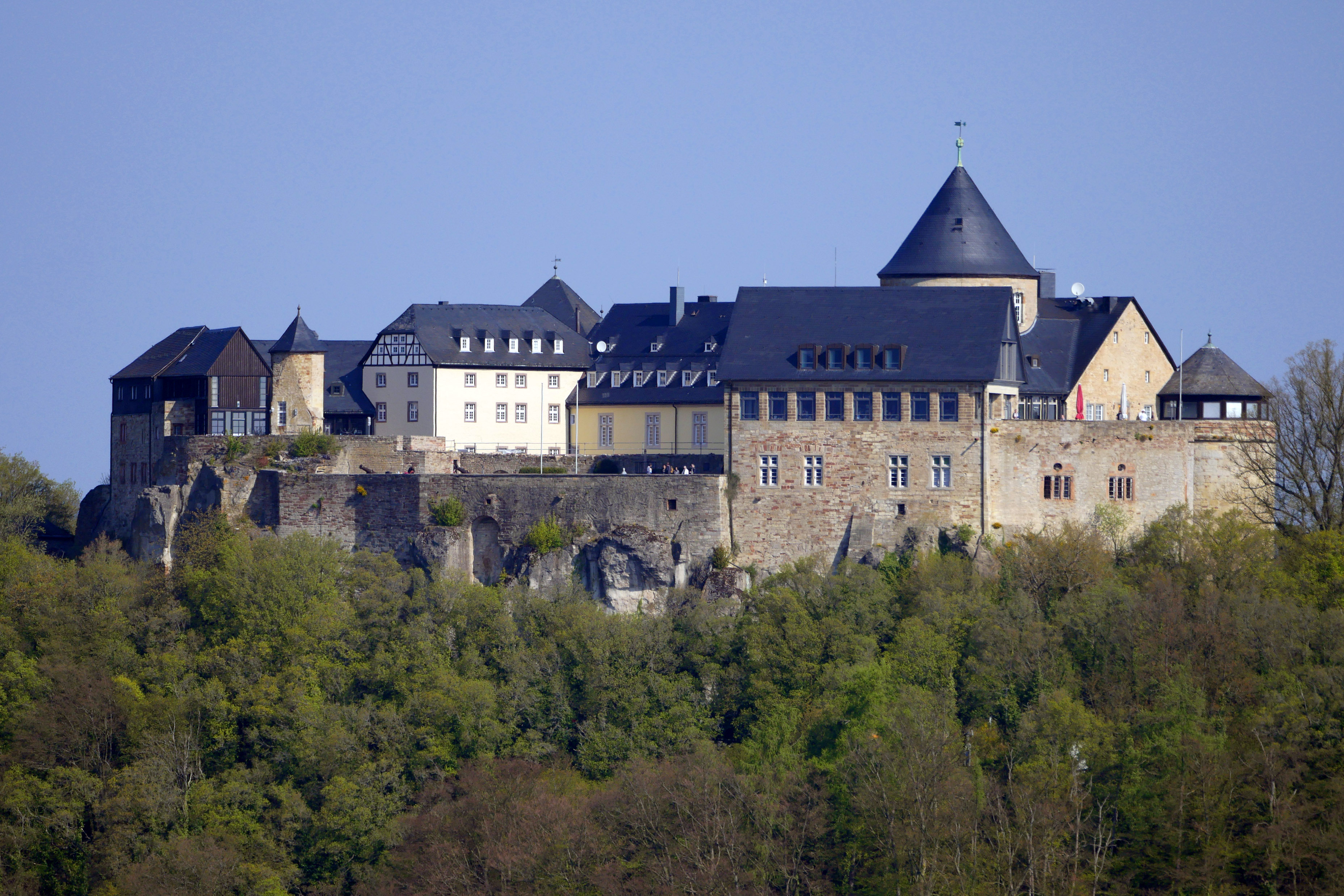
Wohnsitz Schloss Waldeck am Edersee in Hessen

Als die Brüder ihr weit versprengt liegendes Erbe im Jahre 1228 teilten, blieb Volkwin Graf von Schwalenberg sowie Vogt der Klöster bzw. Stifte von Möllenbeck, Herford und Marienmünster. Adolf hingegen erhielt die Grafschaft Waldeck um die Burg Waldeck an der Eder und die Vogteien über die Klöster Schildesche, Falkenhagen und Marienthal. Er wurde somit zum eigentlichen Begründer der Grafschaft Waldeck und des Hauses Waldeck, einer Nebenlinie des Adelsgeschlechts Schwalenberg, und nannte sich nunmehr meist nur noch Graf von Waldeck. Er gründete unter anderem die Stadt Sachsenhausen und vermutlich auch die Burg Eisenberg, (wobei die Grafen von Waldeck hier allerdings erst ab 1367 als Besitzer erwähnt werden und ihnen daher die Erbauung nicht nachweislich zugeschrieben werden kann).  Auf dem Hagenberg bei Alt-Rhoden ließ er 1228–1230 eine Burg errichten, um die sich innerhalb weniger Jahre die 1237 erstmals urkundlich erwähnte kleine Stadt Rhoden bildete.  Die Verleihung der Stadtrechte an Freienhagen erfolgte vermutlich ebenfalls durch ihn. 
Adolfs Bemühungen um den Ausbau und die Behauptung seiner Grafschaft brachten ihn in häufige Konflikte mit benachbarten weltlichen und geistlichen Herren, insbesondere mit dem Erzstift Köln, dem Hochstift Paderborn und der Reichsabtei Corvey.  Auf Rückendeckung bedacht lehnte er sich daher zeitlebens eng an die Ludowinger Landgrafen von Thüringen und danach an das Haus Brabant-Hessen an und agierte damit sehr erfolgreich.  So sicherte er sich endgültig die Stadt Korbach, drängte die Abtei Corvey weitgehend aus seinem Gebiet heraus, und gewann dabei auch etliche Freigerichte, wie Mengeringhausen, Sachsenberg und Fürstenberg (letztere heute beides Ortsteile von Lichtenfels).  1249 musste er allerdings dem Kölner Erzbischof Konrad von Hochstaden die Vogtei über das Kloster Flechtdorf endgültig abtreten, die in der Folge an Kölner Ministeriale, die Herren von Padberg, gegeben wurde.  
Als Verbündeter der Ludowinger war Adolf Gegner der Staufer und Parteigänger des Gegenkönigs Heinrich Raspe.  Im Mai 1246 war er in Veitshöchheim bei Würzburg anwesend, als Heinrich Raspe zum König gewählt wurde, und bezeugte dort eine von Raspe zugunsten der Abtei Corvey ausgestellte Urkunde.  Nach Raspes Tod unterstützte er den neuen Gegenkönig Wilhelm von Holland und war 1251–1256 dessen Hofrichter und Statthalter in Westfalen. 
Im Thüringisch-Hessischen Erbfolgekrieg (1247–1264), der nach Heinrich Raspes Tod ausbrach, unterstützte Adolf den späteren Landgrafen Heinrich I. von Hessen in dessen Kampf gegen die Reichsabtei Corvey und die Bischöfe von Paderborn um die territoriale Vorherrschaft im nordhessischen Grenzgebiet zu Westfalen.  Gegen Ende dieser Auseinandersetzung kam 1263 durch Vertrag mit dem Landgrafen die ehemalige Grafschaft Wildungen an Waldeck.  Eine lange und schwere Fehde mit Corvey unter Abt Thimo (1254–1275) und dessen Verbündeten, Erzbischof Engelbert II. von Köln und Bischof Simon I. von Paderborn, wurde im Juli 1267 beendet:  Corvey verpfändete Adolf und seinen Erben die Burg Lichtenfels und die kleinen Städte Sachsenberg und Fürstenberg.  (Sie kamen 1297, nach weiteren heftigen Fehden zwischen Corvey und Waldeck, endgültig in den Besitz von Adolfs Enkel, dem Grafen Otto I. von Waldeck.)
In seinem langen Streit mit Kurköln verbündete er sich mit den Grafen von Jülich und nahm 1267 auf der Seite Wilhelms IV. von Jülich an der Schlacht bei Zülpich teil, in der Erzbischof Engelbert II. gefangen genommen wurde.

## Ehen und Nachkommen
Aus Adolfs Ehe mit seiner ersten Frau Sophie († 1254) stammten die Söhne:
- Heinrich († 1267), verstarb bereits vor seinem Vater; sein Sohn Adolf II. folgte dem Großvater als Graf von Waldeck
- Widukind († 18. November 1269), 1265–1269 Bischof von Osnabrück

Nach Sophies Tod heiratete er Ethelind zur Lippe († 1273); Tochter des Hermann II. zur Lippe.  Diese Ehe war kinderlos.